# Tour de la Bidassoa
Le Tour de la Bidassoa (en basque : Bidasoa Itzulia et en espagnol Vuelta al Bidasoa) est une course cycliste par étapes créée en 1958. Elle se déroule au sein de la Basse Bidassoa dans la province du Guipuscoa, dans la communauté autonome du Pays basque en Espagne. Elle est disputée uniquement par des amateurs depuis sa création.
L'origine de la course remonte à 1958, puis elle organisée chaque année jusqu'en 1966. Après un arrêt pendant quelques années, elle est à nouveau organisée depuis 1982. En 2015 se tient la 43e édition. En 2020, l'épreuve est annulée en raison de la pandémie de maladie à coronavirus.

## Palmarès
| Année     | Vainqueur                | Deuxième                 | Troisième                   |
| --------- | ------------------------ | ------------------------ | --------------------------- |
| 1958      | Nicolas Iparragirre (eu) |                          |                             |
| 1959      | José María Errandonea    | Eusebio Santisteban      | Juan Sánchez Camero         |
| 1960      | Ignacio Astigarraga (en) | Francisco Gabica         | Ventura Díaz                |
| 1961      | Luis Errazkin (eu)       | Sebastián Elorza         | Bernard Daguerre            |
| 1962      | Vin Denson               | José María Errandonea    | Sebastián Elorza            |
| 1963      | Jesús Aranzábal          |                          |                             |
| 1964      | Domingo Perurena         | Vicente López Carril     | Ventura Díaz                |
| 1965      | José Manuel Lasa         | Domingo Perurena         | Mariano Díaz                |
| 1966      | Luis Ocaña               | Vicente López Carril     | Edouard Weckx               |
| 1967-1981 | non disputé              | non disputé              | non disputé                 |
| 1982      | Jesús Maria Segura (es)  | Pello Ruiz Cabestany     | Juan María Eguiarte         |
| 1983      | Pello Ruiz Cabestany     | José Luis Navarro        | Luis Vicente Otin (es)      |
| 1984      | Pedro Díaz Zabala (es)   | Javier Murguialday       | Vicente Prado               |
| 1985      | Roque de la Cruz         | Javier Lukin             | José Ignacio Moratinos      |
| 1986      | Jesús Arambarri          | Jesús Montoya            | José Maria Palacín (es)     |
| 1987      | Frédéric Guédon          | Cyrille Fancello         | Francisco Javier Mauleón    |
| 1988      | Scott Sunderland         | Xabier Carbayeda (es)    | Alfredo Irusta (es)         |
| 1989      | Scott Sunderland         | Daniel Clavero           | Francisco Ignacio San Román |
| 1990      | Ignacio García Camacho   | José Luis Izagirre       | Jens Zemke                  |
| 1991      | Julián Barcina           | Xavier Jan               | Imanol Galarraga            |
| 1992      | Abraham Olano            | Óscar López Uriarte (es) | Arvis Piziks                |
| 1993      | David García Marquina    | Javier Palacín (es)      | David Etxebarria            |
| 1994      | José Luis Rubiera        | Santiago Blanco          | Josué Barrigón              |
| 1995      | José Javier Gómez        | Eduardo Hernández Bailo  | Unai Osa                    |
| 1996      | Unai Osa                 | Juan Manuel Garate       | Asterio García              |
| 1997      | Carlos Sastre            | Francisco Mancebo        | Haimar Zubeldia             |
| 1998      | Iban Sastre              | Juan Fuentes             | Isidro Nozal                |
| 1999      | Gorka Arrizabalaga       | Denis Menchov            | Iban Mayo                   |
| 2000      | Koldo Gil                | David Herrero            | Joaquim Rodríguez           |
| 2001      | David Herrero            | Mikel Astarloza          | Javier Líndez               |
| 2002      | Oleg Rodionov (eu)       | Julen Urbano             | Aitor Hernández             |
| 2003      | Antton Luengo            | Juan José Cobo           | Moisés Dueñas               |
| 2004      | Iván Santos              | Iván Gilmartín           | Morris Possoni              |
| 2005      | Eladio Sánchez           | Jesús Martín Gala        | José Joaquín Rojas          |
| 2006      | Guillermo Lana           | Beñat Intxausti          | Evgeny Sokolov              |
| 2007      | Salvatore Mancuso        | Andrey Amador            | Cristiano Monguzzi          |
| 2008      | Andrey Amador            | Salvatore Mancuso        | Ángel Madrazo               |
| 2009      | Dmitrii Ignatiev         | Alexander Ryabkin        | Arturo Mora                 |
| 2010      | Sergey Shilov            | Jesús Herrada            | Ramūnas Navardauskas        |
| 2011      | Evgeny Shalunov          | Sergey Belykh            | Kirill Sveshnikov           |
| 2012      | Alexey Rybalkin          | Pavel Ptashkin           | Víctor Martín               |
| 2013      | Mario González           | Martín Lestido           | Santiago Ramírez            |
| 2014      | Loïc Chetout             | Iuri Filosi              | Jakub Kaczmarek             |
| 2015      | Steven Calderón          | Enric Mas                | Jaime Rosón                 |
| 2016      | Umberto Orsini           | Edward Ravasi            | Mark Padun                  |
| 2017      | Sergio Samitier          | Matteo Sobrero           | Julian Mertens              |
| 2018      | Juan Pedro López         | Alessandro Covi          | Barnabás Peák               |
| 2019      | Carmelo Urbano           | Simon Carr               | Alejandro Ropero            |
| 2020-2021 | annulé                   | annulé                   | annulé                      |
| 2022      | Davide Piganzoli         | Sinuhé Fernández         | Fernando Tercero            |
| 2023      | Jaume Guardeño           | Daniel Martín Muriel     | Pablo Carrascosa            |
| 2024      | Louis Sutton             | Jan Castellón            | Haimar Etxeberria           |
| 2025      | Marc Torres              | Charlie Meredith         | Unai Ramos                  |